# Stanislav Vasilj
Stanislav Vasilj (* 13. April 1985 in Posušje) ist ein bosnischer Fußballspieler mit kroatischer Staatsbürgerschaft.

## Spielerkarriere
Vasilj begann seine Karriere bei NK Posušje in seiner Heimat Bosnien und Herzegowina, 2005 kam er zu Zrinjski Mostar, wo er seine ersten Einsätze in der höchsten bosnischen Liga absolvierte. Vasilj kam auch in der Champions-League-Qualifikation von Zrinjski Mostar zum Einsatz. Der Stürmer spielte gegen den luxemburgischen Vertreter F91 Düdelingen beim mit 1:0 gewonnenen Hinspiel in Dudelange eine Halbzeit, wo er für Rasid Avdic eingewechselt wurde. Im Rückspiel verloren die Bosnier 0:4 und konnten sich damit nicht für die zweite Runde qualifizieren.
Nach einem Jahr in Mostar wechselte Vasilj zum bosnischen Großklub FK Željezničar Sarajevo, wo er abermals nur ein halbes Jahr aktiv war, ehe er nach Österreich zum FC Red Bull Salzburg und deren Amateurmannschaft den Red Bull Salzburg Juniors wechselte.
Nach einem Kreuzbandriss im Frühjahr 2007 war der Bosnier lange außer Gefecht, dasselbe Missgeschick ereilte ihm im Herbst 2008 abermals, weswegen er deshalb bisher nur drei Spiele für die Salzburger absolvieren konnte. Ihm gelang bisher ein Treffer.
Vasilj unterschrieb am 1. Februar 2010 und somit am letzten Tag der Transferzeit für den Tabellenführer der Salzburger Landesliga, dem SV Austria Salzburg.